# Naaktkeelfluiter
De naaktkeelfluiter (Pachycephala nudigula) is een zangvogel uit de familie Pachycephalidae (dikkoppen en fluiters).

## Verspreiding en leefgebied
Deze soort is endemisch in de bergen van de Kleine Soenda-eilanden en telt twee ondersoorten:
- P. n. ilsa: Soembawa.
- P. n. nudigula: Flores.

## Status
De grootte van de populatie is niet gekwantificeerd maar de soort wordt omschreven als algemeen tot zeer algemeen. Op de Rode lijst van de IUCN heeft deze soort de status niet bedreigd.